# 폴케 스트룀
폴케 스트룀(스웨덴어: Folke Ström, 1907년 ~ 1996년)은 스웨덴의 종교사학자로, 노르드 신화, 초기 기독교 등 고대 종교에 관한 연구에 천착하였다. 스톡홀름 대학교를 졸업하였으며, 룬드 대학교에서 교수로 근무하였다.